# Janko Bobetko
Janko Bobetko, hrvaški general, * 10. januar 1919, Sisek, † 29. april 2003, Zagreb.
Med letoma 1992 in 1995 je bil načelnik Generalštaba Oboroženih sil Republike Hrvaške.